# Declaración de Seneca Falls

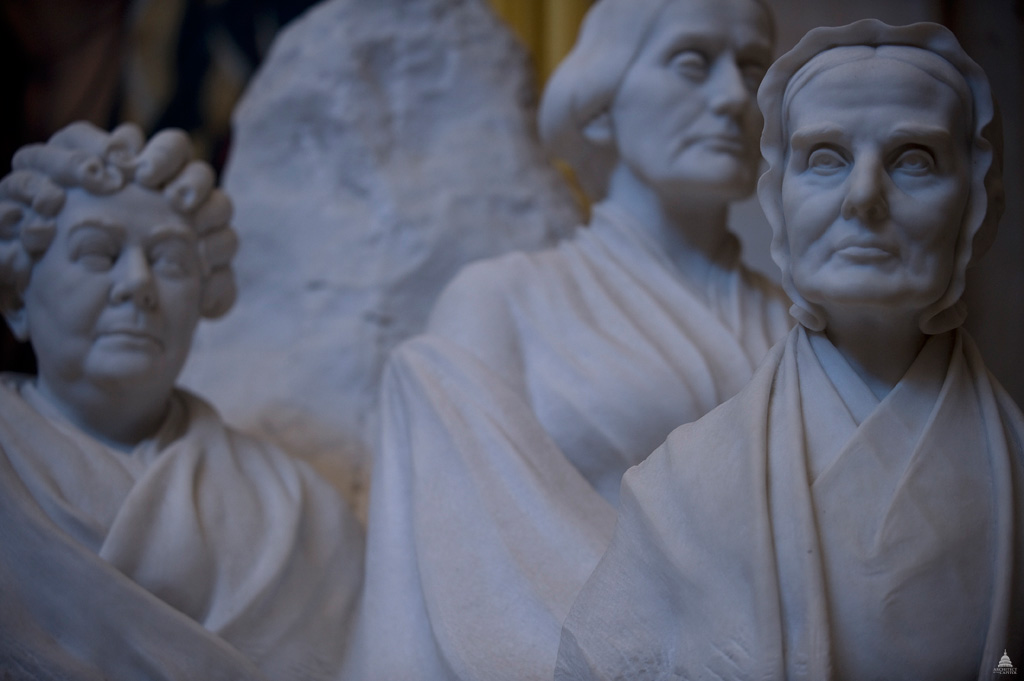
Capitolio. Monumento a Lucretia Mott, Elizabeth Cady Stanton y Susan B. Anthony

La Declaración de Seneca Falls, también conocida como la Declaración de Sentimientos y Resoluciones de Seneca Falls, es un documento norteamericano resultado de la reunión celebrada el 19 y 20 de julio de 1848 firmado por sesenta y ocho mujeres y treinta y dos hombres de diversos movimientos y asociaciones políticas de talante liberal y próximos a los círculos abolicionistas, lideradas por Elizabeth Cady Stanton y Lucretia Mott para estudiar las condiciones y derechos sociales, civiles y religiosos de la mujer. 
Fue Elizabeth Cady Stanton quien se encargó de redactar la declaración de principios y las resoluciones que finalmente se aprobaron. En su redacción la hizo adoptar la forma de la Declaración de Independencia (EE. UU. 1776) con lo que consiguió cargarla con una poderosa fuerza de convicción y de significado histórico.
La declaración se enfrentó a las restricciones políticas: no poder votar, ni presentarse a elecciones, ni ocupar cargos públicos, ni afiliarse a organizaciones políticas o asistir a reuniones políticas. Iba también contra las restricciones económicas: la prohibición de tener propiedades, puesto que los bienes eran transferidos al marido; la prohibición de dedicarse al comercio, tener negocios propios o abrir cuentas corrientes y se expresaba en contra de la negación de derechos civiles o jurídicos para las mujeres.
Consta de doce decisiones e incluye dos grandes apartados:  las exigencias para alcanzar la ciudadanía civil para las mujeres y los principios que deben modificar la costumbres y la moral. Once de las decisiones fueron aprobadas por unanimidad y la número doce, la que hace referencia al voto, por una pequeña mayoría.
Está considerada como el texto fundacional del feminismo como movimiento social. Fue una de las expresiones colectivas del feminismo contemporáneo a diferencia de textos anteriores como la Declaración de los Derechos de la Mujer y de la Ciudadana (1791) de Olimpia de Gouges o Vindicación de los derechos de la mujer (1792) de Mary Wollstonecraft.

## Antecedentes
El siglo XVI fue una época de transformaciones y grandes descubrimientos, debido al enfrentamiento entre la reforma religiosa y la monarquía, se produjeron, así, innovaciones en el pensamiento, como las primeras inspiraciones hacia la democracia, es decir, la separación de poder y soberanía y la representación popular. Por lo que en Europa Occidental surge un movimiento innovador, el humanismo, un conjunto de aspiraciones intelectuales, políticas y religiosas que fueron influenciadas por todos los países europeos al romper las costumbres medievales.
Esta aspiración provocó, a finales del siglo XVI y principios del siglo XVII una gran confrontación entre revolución e institución en Inglaterra. Es allí donde se produjo la elaboración de un Estado moderno, por lo que las colonias americanas, durante el siglo XVIII tomarán parte de esas ideas que dio germen al llamado “renacimiento colonial” (1700-1776), la cual llevará a cabo una reforma de los cimientos de vitales, sociales e ideales con el fin de crear las bases de una nueva nación.
Con esto, provocó que las trece colonias británicas de América del Norte tomaran la iniciativa de una cierta independencia, a manos del nivel ideológico del nacionalismo liberal, ya que sus relaciones empezaron a desarticularse con respecto a su metrópoli, Gran Bretaña. La paz de París (1763), supuso la ruptura entre colonias y metrópoli y se considera como la primera revolución de la Modernidad basada en la soberanía popular y en la protección de las libertades individuales. A pesar de la certidumbre de una reconciliación entre los colonos, el pueblo se apoyaba cada vez más hacia la independencia hasta el punto de originar una gran guerra política para conseguir este objetivo. Finalmente, tras meses de resoluciones políticas, el 2 de julio de 1776, los representantes de las trece colonias votaron a favor de la independencia y, el 4 de julio se aprobó la Declaración de la Independencia y rompieron sus relaciones con Gran Bretaña. Esto hizo que se abriera una nueva ventana a la historia que originó las raíces de la era contemporánea y el proceso de descolonización.
El documento es, ante todo, nacionalista e indica, entre otras cosas, la igualdad de los hombres y la defensa de sus derechos inmutables, es decir, la vida, la libertad y la búsqueda de la felicidad.
Tras conseguir la independencia, en la segunda mitad del siglo XVIII y XIX, los norteamericanos cobraron una gran fuerza con el fin de reforzar el país y conseguir de algún modo una significación a su nueva nación. A ellos también colaboraron las mujeres que ayudaban a la comunidad realizando tareas sanitarias o incluso espirituales, relacionados con la caridad. Esto hizo que las intervenciones de las mujeres fueran más frecuentes y el inicio de organizaciones basada en la moral. La prostitución, por ejemplo, fue uno de los problemas más elevados, por lo que se crearon numerosas organizaciones con el fin de paralizar la prostitución, entre ellas, cabe destacar, la Sociedad Reformista Femenina Neoyorquina, creada en el 1834 por Lidia Finney.
Sin embargo, cuando se produjo el abolicionismo en Estados Unidos se alteró las tradiciones y el pensamiento público, lo que permitió a muchas mujeres construir una vía para acabar con la discriminación y alejarse de lo doméstico.
Es necesario entender el contexto puesto que la estructura de la declaración es un calco del manifiesto de Séneca Falls. 

## Traducción del texto de la Declaración[1][n. 1]

### Declaración de sentimientos
Cuando en el desarrollo de la historia un sector de la humanidad se ve obligado a asumir una posición diferente de la que hasta entonces ha ocupado, pero justificada por las leyes de la naturaleza y del entorno que Dios le ha entregado, el respeto merecido por las opiniones humanas exige que se declaren las causas que impulsan hacia tal empresa.
Mantenemos que estas verdades son evidentes: que todos los hombres y mujeres son creados iguales; que están dotados por el Creador de ciertos derechos inalienables, entre los que figuran la vida, la libertad y el empeño de la felicidad; que para asegurar estos derechos son establecidos los gobiernos, cuyos justos poderes derivan del consentimiento de los gobernados. Siempre que una forma de gobierno atente contra esos fines, el derecho de los que sufren por ello consiste en negarle su lealtad y reclamar la formación de uno nuevo, cuyas bases se asienten en los principios mencionados y cuyos poderes se organicen de la manera que les parezca más adecuada para su seguridad y felicidad.
La prudencia impondrá, ciertamente, que los gobiernos largamente establecidos no debieran ser sustituidos por motivos intrascendentes y pasajeros, y consecuentemente, la experiencia ha mostrado que el ser humano está más dispuesto a sufrir, cuando los males son soportables, que a corregirlos mediante la abolición de los sistemas de gobierno a los que está acostumbrado. No obstante, cuando una larga cadena de abusos y usurpaciones, que invariablemente persiguen el mismo objetivo, muestra la intención de someter a la humanidad a un despotismo absoluto, el deber de esta consiste en derribar semejante gobierno y prepararse a defender su seguridad futura. Tal ha sido la paciente tolerancia de las mujeres respecto a este gobierno y tal es ahora la necesidad que las empuja a exigir la igualdad a que tienen derecho.
La historia de la humanidad es la historia de las repetidas vejaciones y usurpaciones perpetradas por el hombre contra la mujer, con el objetivo directo de establecer una tiranía absoluta sobre ella. Para demostrarlo vamos a presentarle estos hechos al ingenuo mundo.
- Nunca le ha permitido que la mujer disfrute del derecho inalienable del voto.
- La ha obligado a acatar leyes en cuya elaboración no ha tenido participación alguna.
- Le ha negado derechos reconocidos a los hombres más ignorantes e inmorales, tanto americanos como extranjeros.
- Habiéndola privado de este primer derecho como ciudadano, el del sufragio, y habiéndola dejado; por tanto, sin representación en las asambleas legislativas, la ha oprimido por todas partes.
- Si está casada, la ha convertido civilmente muerta, ante los ojos de la ley.
- La ha despojado de todo derecho de propiedad, incluso a los jornales que ella misma gana.
- La ha convertido en un ser moralmente irresponsable, ya que, con la sola condición de que no sean cometidos ante el marido, puede perpetrar todo tipo de delitos. En el contrato de matrimonio se le exige obediencia al marido, convirtiéndose éste, a todos los efectos, en su amo, ya que la ley le reconoce el derecho de privarle de libertad y someterla a castigos.
- Él ha dispuesto las leyes del divorcio de tal manera que no se tiene en cuenta la felicidad de la mujer, tanto a sus razones verdaderas y, en caso de separación, respecto a la designación de quién debe ejercer la custodia de los hijos, como en que la ley supone, en todos los casos, la supremacía del hombre y deja el poder en sus manos.
- Después de haber despojado a las mujeres casadas de todos sus derechos, ha gravado a la soltera que posee fortuna con impuestos destinados a sostener un gobierno que no la reconoce más que cuando sus bienes pueden proporcionarle beneficios.
- Ha monopolizado casi todos los empleos lucrativos y en aquellos en los que se les permite acceder, las mujeres no reciben más que una remuneración misérrima. Le ha cerrado todos los caminos que conducen a la fortuna y a la distinción, porque los considera más honrosos para sí mismo. Y a la mujer no se la admite como profesora de teología, medicina y leyes.
- Le ha negado la oportunidad de recibir una educación completa, cerrándole el acceso a todas las universidades.
- Solo le permite desempeñar funciones subordinadas tanto en la Iglesia como en el Estado,  defendiendo la autoridad apostólica que la excluye del sacerdocio y, salvo contadas excepciones, de toda participación pública en asuntos de la Iglesia.
- Ha creado un equivocado sentimiento público ofreciendo al mundo un código moral diferenciado para hombres y mujeres, según el cual los mismos delitos morales que excluyen a la mujer de la sociedad no solo son tolerados en el hombre, sino que además en ellos se consideran poco graves.
- Ha usurpado las prerrogativas del propio Jehová pretendiendo que tiene derecho a asignar a la mujer su esfera de acción propia sin tener en cuenta que este derecho pertenece a su propia conciencia y a su Dios.
- Él ha tratado por todos los medios posibles de destruir la confianza de las mujeres en sus propias capacidades, reduciendo su autoestima y conduciéndola a una vida dependiente y miserable.

Ahora, en vista de situación en que vive la mitad de la población a la cual se le niega el reconocimiento de sus derechos y se le somete a una degradación social y religiosa, en vista de las leyes injustas más arriba mencionadas y porque las mujeres se sienten vejadas, oprimidas y fraudulentamente desposeídas de sus derechos más sagrados, insistimos en que se les deben reconocer inmediatamente todos los derechos y privilegios que les pertenecen como ciudadanas de los Estados Unidos.
Al emprender la gran tarea que tenemos ante nosotras, vislumbramos no pocas interpretaciones erróneas, tergiversaciones y escarnios, para conseguir nuestro objetivo debemos utilizar todos los medios a nuestro alcance. Utilizaremos representantes, difundiremos folletos, presentaremos nuestras peticiones al Estado y a las legislaturas nacionales, y nos esforzaremos para conseguir que púlpitos y prensa estén de nuestro lado. Esperamos que a esta Convención le sigan otras convenciones en todo el país.

### Resoluciones
CONSIDERANDO: Que está convenido que el gran precepto de la naturaleza consiste en que "el hombre ha de perseguir su verdadera felicidad". Blackstone insiste en sus {Comentarios} que esta ley de la naturaleza, coetánea a la humanidad y dictada por el mismo Dios, es por supuesto superior a ninguna otra. Obliga en cualquier lugar del globo, en todos los países y en todos los tiempos; invalida a cualquier ley humana que la contradiga, y por ello constituye el origen mediano e inmediato de la autoridad y validez de todas ellas; en consecuencia:
DECIDIMOS: Que todas aquellas leyes que entorpezcan la verdadera y sustancial felicidad de la mujer, son contrarias al gran precepto de la naturaleza y no tienen validez, pues este precepto tiene primacía sobre cualquier otro.
DECIDIMOS: Que la mujer es igual al hombre, que así fue establecido por el Creador y que por el bien de la raza humana exige que sea reconocida como tal.
DECIDIMOS: Que las mujeres de este país deben ser instruidas en las leyes vigentes, que no deben aceptar su degradación, manifestándose satisfechas con situación o con su ignorancia y afirmando que gozan de todos los derechos a los cuales aspiran.
DECIDIMOS: Que puesto que el hombre pretende ser superior intelectualmente y admite que la mujer lo es moralmente, es preeminente deber suyo animarla a que hable y predique cuando tenga oportunidad en todas las reuniones religiosas.
DECIDIMOS: Que la misma proporción de virtud, delicadeza y refinamiento en el comportamiento que se exige a la mujer en la sociedad, sea exigido al hombre, y las mismas infracciones sean juzgadas con igual severidad, tanto en el hombre como en la mujer.
DECIDIMOS: Que la acusación de falta de delicadeza y de decoro de la que a menudo es acusada la mujer cuando se manifiesta públicamente, proviene sin gracia alguna de los mismos que con su presencia la animan a actuar en escenarios, conciertos y fiestas circenses.
DECIDIMOS: Que la mujer se ha mantenido satisfecha durante demasiado tiempo dentro de unos límites determinados que unas costumbres corrompidas y una tergiversada interpretación de las sagradas Escrituras han señalado para ella, y que ya es hora de que se mueva en el medio más amplio que el creador le ha asignado.
DECIDIMOS: Que es deber de las mujeres de este país asegurarse el sagrado derecho del voto.
DECIDIMOS: Que la igualdad de los derechos humanos es consecuencia del hecho de que toda la raza humana es idéntica en cuanto a capacidad y responsabilidad.
DECIDIMOS, POR TANTO: Que habiéndole asignado el Creador a la mujer las mismas aptitudes y el mismo sentido de responsabilidad que al hombre para que los ejercite, a ella le corresponden el derecho y el deber de promover las causas justas con medios también justos; y, especialmente en lo que se refiere a las grandes causas de la moral y la religión, le corresponde el derecho a enseñar, con él, a sus hermanos, tanto en público como en privado, por escrito y de viva voz, mediante todo el instrumento útil, y en toda asamblea que valga la pena celebrar; y, siendo ésta una verdad derivada de los principios divinamente implantados en la naturaleza humana, cualquier hábito o autoridad, moderna o con venerable pretensión de antigüedad, que se oponga a ella, debe ser considerada como una evidente falsedad, contraria a la humanidad.

## Firmantes de la declaración
| Nombres de las mujeres y los varones firmantes: - Lucretia Mott - Harriet Cady Eaton - hermana de Elizabeth Cady Stanton - Margaret Pryor (1785-1874) - Reformista cuáquera - Elizabeth Cady Stanton - Eunice Newton Foote - Mary Ann M'Clintock (1800-1884) - Reformista cuáquera hermana de Margaret Pryor - Margaret Schooley - Martha C. Wright (1806–75) - Reformista cuáquera, hermana de Lucretia Mott - Jane C. Hunt (1812-1889) - Amy Post - Catherine F. Stebbins - Mary Ann Frink - Lydia Hunt Mount - well-off Quaker widow - Delia Matthews - Catharine C. Paine - Elizabeth W. M'Clintock - hija de Mary Ann M'Clintock - Malvina Seymour - Phebe Mosher - Catherine Shaw - Deborah Scott - Sarah Hallowell - Mary M'Clintock - hija de Mary Ann M'Clintock - Mary Gilbert - Sophrone Taylor - Cynthia Davis - Hannah Plant - Lucy Jones - Sarah Whitney - Mary H. Hallowell - Elizabeth Conklin - Sally Pitcher - Mary Conklin - Susan Quinn - Mary S. Mirror - Phebe King - Julia Ann Drake - Charlotte Woodward Pierce - Martha Underhill - her nephew also signed - Eunice Barker - Sarah R. Woods - Lydia Gild - Sarah Hoffman - Elizabeth Leslie - Martha Ridley - Rachel D. Bonnel (1827-) - Betsey Tewksbury - Rhoda Palmer (1816-1919) - la única mujer que logró votar legalmente en 1918 cuando se aprobó en Nueva York el sufragio femenino. - Margaret Jenkins - Cynthia Fuller - Mary Martin - P.A. Culvert - Susan R. Doty - Rebecca Race (1808-1895) - - Sarah A. Mosher - Mary E. Vail - daughter of Lydia Mount - Lucy Spalding - Lavinia Latham (1781-1859) - Sarah Smith - Eliza Martin - Maria E. Wilbur - Elizabeth D. Smith - Caroline Barker - Ann Porter - Experience Gibbs - Antoinette E. Segur - Hannah J. Latham - hija de Lavinia Latham - Sarah Sisson | Los hombres que firmaron a favor del movimiento: - Richard P. Hunt (1796-1856) - marido de Jane C. Hunt, hermano de Lydia Mount y Hannah Plant, también firmantes - Samuel D. Tillman - Justin Williams - Elisha Foote - Frederick Douglass - Henry W. Seymour - Henry Seymour - David Salding - William G. Barker - Elias J. Doty - John Jones - William S. Dell (1801-1865) - tío de Rachel Dell Bonnel, firmante - James Mott (1788-1868) - marido de Lucretia Mott - William Burroughs - Robert Smalldridge - Jacob Matthews - Charles L. Hoskins - Thomas M'Clintock - marido de Mary Ann M'Clintock - Saron Phillips - Jacob Chamberlain (1802-1878) - Metodista Episcopal y más tarde miembro de la Cámara de Representantes de EE. UU. - Jonathan Metcalf - Nathan J. Milliken - S.E. Woodworth - Edward F. Underhill (1830-1898) - su tía fue Martha Barker Underhill, también firmante - George W. Pryor - hijo de Margaret Pryor que también firmó - Joel Bunker - Isaac Van Tassel - Thomas Dell (1828-1850) - hijo de William S. Dell y primo de Rachel Dell Bonnel, ambos firmantes. - E.W. Capron - Stephen Shear - Henry Hatley - Azaliah Schooley |